# Young Boy
Young Boy – piosenka napisana przez Paula McCartneya i nagrana przez McCartneya i Steve’a Millera w 1995 roku. W 1997 roku utwór został wydany na singlu McCartneya i na jego albumie Flaming Pie (1997).
W kwietniu 1997 roku „Young Boy” został wydany jako pierwszy międzynarodowy singiel z albumu Flaming Pie. Na głównej europejskiej liście przebojów Eurochart Hot 100 singiel z piosenką dotarł do 53. miejsca. W Wielkiej Brytanii na UK Singles Chart „Young Boy” znalazł się na 19. pozycji. W Polsce, na liście przebojów Programu Trzeciego Polskiego Radia, utwór uplasował się na miejscu 28.

## Historia
McCartney napisał tę piosenkę w sierpniu 1994 roku na Long Island (stan Nowy Jork) w domu francuskiego szefa kuchni Pierre’a Franeya. Początkowo tytuł utworu brzmiał „Poor Boy”. Gdy nowo powstała piosenka nabrała kształtu McCartney wszedł do kuchni, by zaprezentować dzieło obecnym tam czterem osobom – Lindzie McCartney, Pierre’owi Franeyowi, dziennikarzowi „The New York Timesa” Bryanowi Millerowi i fotografowi; zanim muzyk odegrał na gitarze nową melodię skierował do dziennikarza, piszącego w kulinarnej kolumnie nowojorskiej gazety, słowa: „Początkowo robię to [pisanie piosenek] w bardzo prosty sposób, żeby poczuć te emocje. To jest niczym gotowanie – proste wyrażenie może być najlepsze”.
Później McCartney uznał, że mógłby tę piosenkę nagrać ze Steve’em Millerem. Muzycy skontaktowali się telefonicznie, a Miller, po usłyszeniu propozycji Brytyjczyka, zgodził się na sesję w prywatnym studiu Millera. Muzycy wspólnie pracowali nad utworem „Young Boy” 22 lutego 1995 roku w studiu nagraniowym Steve’a Millera w Sun Valley (Idaho).
Utwór rozpoczyna się od dźwięków gitar akustycznych, a kończy się grą McCartneya na organach Hammonda.

## Personel
- Paul McCartney – wokal prowadzący, gitara basowa, gitara akustyczna, organy Hammonda, perkusja
- Steve Miller – wokal wspierający, gitara elektryczna, gitara rytmiczna

## Listy przebojów
| Kraj | Lista                            | Pozycja | Źr.    |
| ---- | -------------------------------- | ------- | ------ |
| AU   | Australian Top 100 Singles Chart | 60      | [ 8 ]  |
| AT   | Ö3 Austria Top 40                | 30      | [ 9 ]  |
| EU   | Eurochart Hot 100 Singles        | 53      | [ 3 ]  |
| NL   | Single Top 100                   | 53      | [ 10 ] |
| CA   | „RPM” Top Singles                | 28      | [ 11 ] |
| DE   | Single Top 100                   | 55      | [ 12 ] |
| NO   | VG-lista                         | 19      | [ 13 ] |
| PL   | LP3                              | 28      | [ 5 ]  |
| SE   | Topplistan                       | 41      | [ 14 ] |
| GB   | Official Singles Chart Top 100   | 19      | [ 4 ]  |